# Melitaea tigris
Melitaea tigris är en fjärilsart som beskrevs av Higgins 1941. Melitaea tigris ingår i släktet Melitaea och familjen praktfjärilar. Inga underarter finns listade i Catalogue of Life.